# ES Viry-Châtillon
Utntente Sportive Viry-Châtillon là một câu lạc bộ bóng đá Pháp, có trụ sở tại Viry-Châtillon, Paris. Đội hiện đang chơi ở Regional 1, Île-de-France, giải hạng sáu trong hệ thống giải bóng đá Pháp, tổ chức các trận đấu tại sân nhà Stade Henri Longuet, có sức chứa 5.700. Cầu thủ nổi tiếng nhất của họ từ trước đến nay là Thierry Henry.

## Lịch sử
Được thành lập vào năm 1958 sau khi hai đội bóng địa phương, L'Union Sportive de Viry, tồn tại từ năm 1932 đến 1958, và FC Viry, (1952-58), sáp nhập.
Năm 2018, câu lạc bộ bị xuống hạng vì lý do hành chính, từ Championnat National 2 sau khi gặp khó khăn về tài chính.

## liên kết ngoài
- Trang web chính thức (tiếng Pháp)